# Classe Takao
A Classe Takao (高雄型) foi uma classe de cruzadores pesados operada pela Marinha Imperial Japonesa, composta pelo Takao, Atago, Maya e Chōkai. Suas construções começaram no final da década de 1920 no Arsenal Naval de Yokosuka, Arsenal Naval de Kure, Mitsubishi e Kawasaki; seus batimentos de quilha ocorreram em 1927 e 1928, foram lançados ao mar em 1930 e 1931 e comissionados em 1932. As embarcações foram projetadas para se adequarem aos termos do Tratado Naval de Washington de 1922, porém acabaram ficando acima dos limites permitidos. Seu projeto foi baseado na predecessora Classe Myōkō, mas com algumas alterações como uma blindagem mais espessa.
Os quatro cruzadores da Classe Takao eram armados com uma bateria principal composta por dez canhões de 203 milímetros montados em cinco torres de artilharia duplas. Tinham um comprimento de fora a fora de 203 metros, boca de vinte metros, calado de pouco mais de seis metros e um deslocamento carregado de mais de quinze mil toneladas. Seus sistemas de propulsão eram compostos por doze caldeiras a óleo combustível que alimentavam quatro conjuntos de turbinas a vapor, que por sua vez giravam quatro hélices até uma velocidade máxima de 35 nós (65 quilômetros por hora). Os navios também tinham um cinturão de blindagem que chegava a 127 milímetros de espessura.
Os navios tiveram um início de carreira tranquilo. Na Segunda Guerra Mundial, participaram das invasões da Malásia e Filipinas em 1941, enquanto no ano seguinte envolveram-se nas invasões das Índias Orientais Holandesas e Ilhas Aleutas, além de operações na Campanha de Guadalcanal. Eles passaram a maior parte de 1943 e 1944 navegando entre diferentes bases, mas estiverem presentes na Batalha do Mar das Filipinas em junho de 1944 e depois em outubro na Batalha do Golfo de Leyte, quando o Atago, Maya e Chōkai foram afundados. O Takao foi seriamente danificado e considerado irreparável, sendo capturado pelos britânicos no fim da guerra e deliberadamente afundado.